# Buffalo
Buffalo ist mit 278.349 Einwohnern (2020) die zweitgrößte Stadt des US-Bundesstaates New York. Mitte des 20. Jahrhunderts hatte sie 0,6 Millionen Einwohner und war im Zensus von 1950 die fünfzehntgrößte Stadt der USA. In der Metropolregion Buffalo-Niagara leben über 1,1 Millionen Einwohner. Buffalo ist Verwaltungssitz des Erie County und liegt an der Nordostspitze des Eriesees nicht weit von den Niagarafällen entfernt. Heute ist Buffalo eine moderne Industrie- und Hafenstadt.
Der Name Buffalo stammt von „Buffalo Creek“ ab, welches 1759 bis 1760 erstmals auf einer Karte auftauchte; der Ursprung dieses Namens ist nicht belegbar.
Im deutschsprachigen Raum ist Buffalo vermutlich am bekanntesten durch das Gedicht John Maynard von Theodor Fontane. Eine an dieses Gedicht erinnernde Bronzetafel wurde 1997 in Buffalo enthüllt.

Die im Art-déco-Stil errichtete City Hall von Buffalo ist mit 115 Metern Höhe eines der höchsten öffentlichen Gebäude der Vereinigten Staaten. Es ist ins National Register of Historic Places aufgenommen, genauso wie etwa 160 weitere Objekte in der Stadt. Das von Frank Lloyd Wright geplante Darwin D. Martin House ist ein National Historic Landmark.

## Geographie und Klima

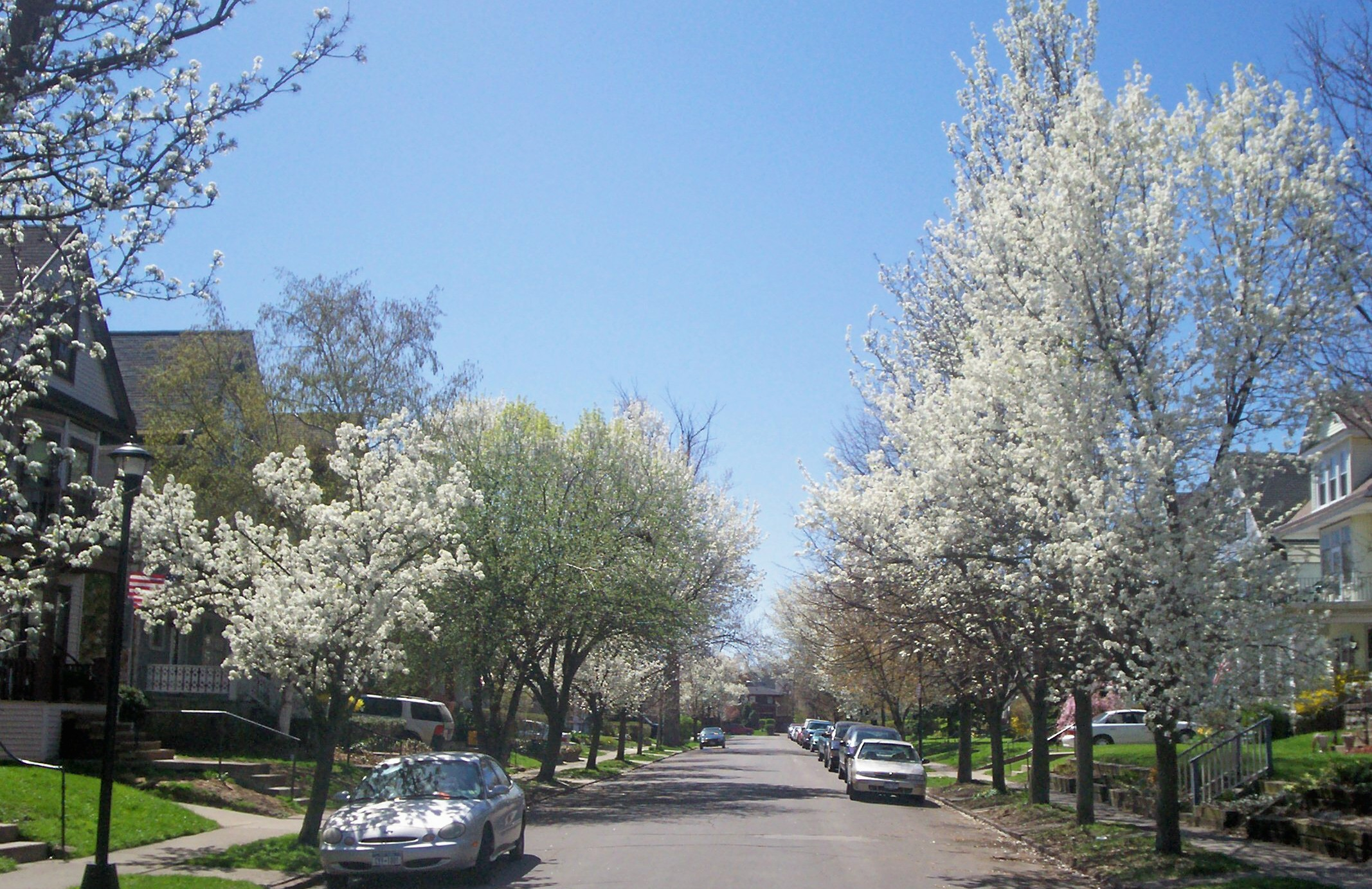
Buffalo zur Blüte

Buffalo liegt am östlichen Ende des Eriesees, gegenüber der kanadischen Stadt Fort Erie, am Beginn des Niagara Rivers, der den See entwässert und nordwärts fließend zum Ontariosee führt.
Nach den Angaben des United States Census Bureaus hat die Stadt eine Fläche von 136,0 km2, davon entfallen 105,2 km2 auf Land und 30,8 km2 (= 22,66 %) auf Gewässer.
Buffalo hat den sonnigsten und trockensten Sommer aller Großstädte im Nordosten der Vereinigten Staaten, der Niederschlag ist jedoch ausreichend, um die Vegetation grün und frisch zu halten. Die Sommer sind geprägt von langer Sonnenscheindauer (bis zu 65 % der möglichen Zeit ist es sonnig), mäßiger Luftfeuchtigkeit und gemäßigten Temperaturen. Die Lage der Stadt am See, die im Winter zu enormen Schneemengen führen kann, wirkt sich im Sommer dahin aus, dass eine kühlende südwestliche Brise die Luft an heißen Tagen erträglich macht. Der Niederschlag ist mäßig und tritt meistens in der Nacht auf. Die Fläche des Eriesees wirkt sich stabilisierend aus, sodass im Juli Gewitter eher gehemmt werden. Im August sind die Regenfälle etwas häufiger und es ist wärmer und feuchter, weil das warme Seewasser die temperaturausgleichende Wirkung des Sees verringert.
Die Region unterliegt einem ziemlich feuchten Kontinentalklima, das aber durch die Großen Seen eine maritime Komponente hat. Die Übergangszeiten zwischen Sommer und Winter sind in Buffalo und dem Westen des Staates New York vergleichsweise kurz.

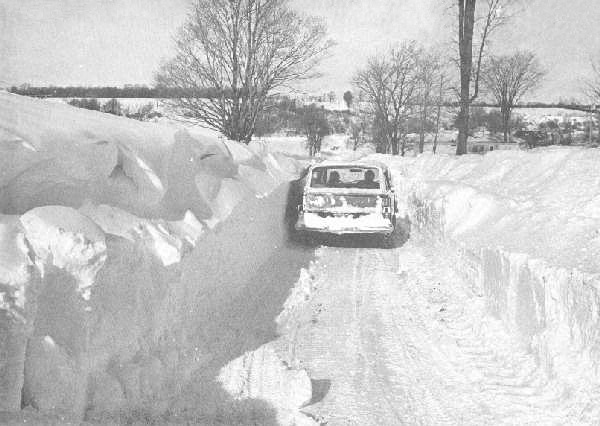
Blizzard von 1977

Die Winter sind im Westen des Bundesstaates allgemein kalt und schneereich, jedoch gleichzeitig wechselhaft und beinhalten Tauwetter und Regenfälle. Der Winter dauert recht lange, von Mitte November bis Anfang April. Dabei ist der Boden öfter zwischen Ende Dezember bis Anfang März schneebedeckt, wobei Perioden ohne Schnee nicht selten sind. Mehr als die Hälfte des jährlichen Schneefalles geht auf den Lake Effect zurück und ist örtlich begrenzt. Diese Niederschläge treten auf, wenn kalte Luft die relativ warme Seeoberfläche überquert und durch Sättigung Wolken und Niederschläge entstehen. Aufgrund der vorherrschenden Windrichtung erhalten die Gebiete südlich der Stadt mehr Lake-Effect-Schnee als die nördlichen Stadtgebiete. Schneefall tritt von Mitte Oktober an auf, hat seinen Höhepunkt im Dezember und hört schlagartig auf, wenn der See zwischen Mitte und Ende Januar zufriert. Der bekannteste und schwerwiegendste Schneesturm in der Geschichte Buffalos war der Blizzard of ’77. Dieser war streng genommen kein Lake-Effect-Ereignis, da der See zu dem Zeitpunkt zugefroren war, sondern das Ergebnis der Wirkung starken Windes auf die angehäuften Schneemengen an Land und auf der ebenen Eisfläche des Sees.
|                       | Jan  | Feb  | Mär  | Apr  | Mai  | Jun  | Jul  | Aug   | Sep  | Okt  | Nov  | Dez  |   |       |
| Mittl. Tagesmax. (°C) | −1,0 | −0,2 | 5,4  | 12,3 | 18,9 | 24,1 | 26,8 | 25,5  | 21,6 | 15,2 | 8,4  | 1,8  | ⌀ | 13,3  |
| Mittl. Tagesmin. (°C) | −8,3 | −8,1 | −3,4 | 2,3  | 8,3  | 13,6 | 16,6 | 15,6  | 11,7 | 5,9  | 1,1  | −5,1 | ⌀ | 4,2   |
|                       |      |      |      |      |      |      |      |       |      |      |      |      |   |       |
| Niederschlag (mm)     | 68,6 | 58,7 | 68,1 | 72,9 | 79,8 | 90,2 | 78,2 | 105,9 | 88,6 | 78,5 | 97,3 | 93,2 | Σ | 980   |
|                       |      |      |      |      |      |      |      |       |      |      |      |      |   |       |
| Sonnenstunden (h/d)   | 2,9  | 3,8  | 5,3  | 6,8  | 8,3  | 9,6  | 9,9  | 8,6   | 6,9  | 5,1  | 2,8  | 2,2  | ⌀ | 6     |
|                       |      |      |      |      |      |      |      |       |      |      |      |      |   |       |
| Regentage (d)         | 13,2 | 11,5 | 11,3 | 10,2 | 9,4  | 8,8  | 7,3  | 9,4   | 8,8  | 9,8  | 12,7 | 14,0 | Σ | 126,4 |
|                       |      |      |      |      |      |      |      |       |      |      |      |      |   |       |
| Luftfeuchtigkeit (%)  | 76   | 76   | 73   | 68   | 67   | 69   | 68   | 72    | 74   | 73   | 76   | 78   | ⌀ | 72,5  |

| −8,3 |

| −8,1 |

| −3,4 |

| 2,3 |

| 8,3 |

| 13,6 |

| 16,6 |

| 15,6 |

| 11,7 |

| 5,9 |

| 1,1 |

| −5,1 |

| −8,3 |

| −8,1 |

| −3,4 |

| 2,3 |

| 8,3 |

| 13,6 |

| 16,6 |

| 15,6 |

| 11,7 |

| 5,9 |

| 1,1 |

| −5,1 |

## Geschichte

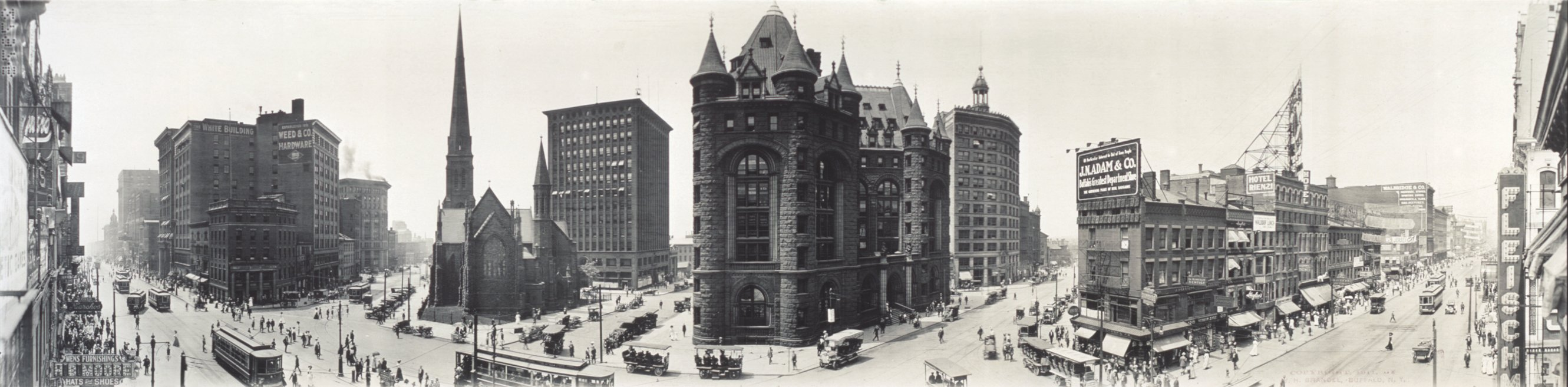
Panorama Buffalos von 1911

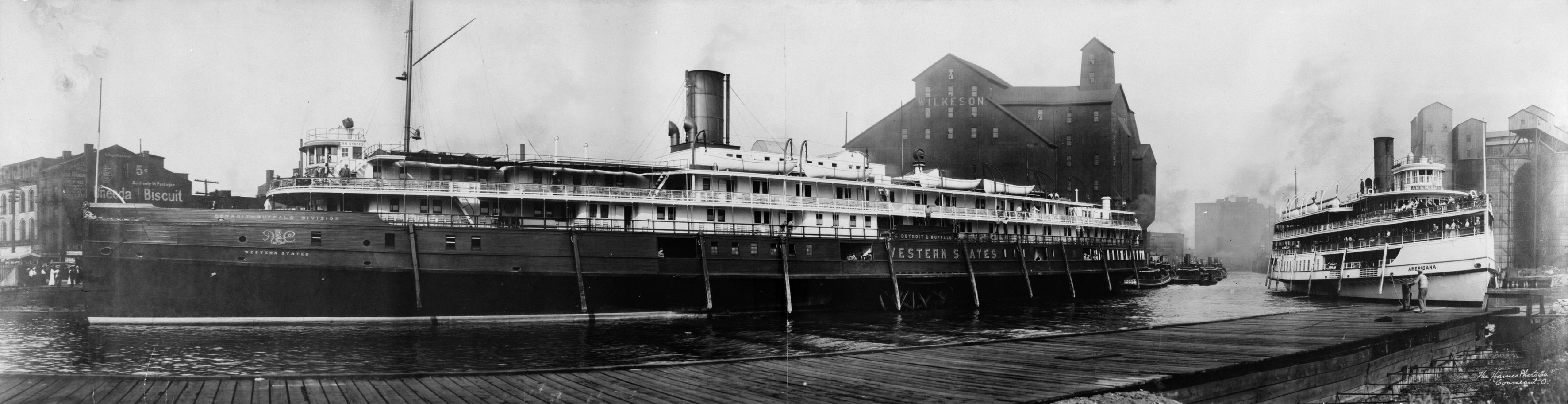
Passagierschiffe in Buffalo 1909

Die Region war ursprünglich durch die Ongiara besiedelt. Später erlangten die Seneca von den Irokesen die Kontrolle über die Gegend. Von 1797 bis 1838 erstreckte die Buffalo Creek Reservation sich über weite Teile des Stadtgebietes, und weit darüber hinaus. Joseph Ellicott, ein Agent der Holland Land Company, entwarf 1804 ein radiales Straßennetz und Rastersystem, das von seinem Zentrum wie die Speichen eines Fahrrades ausging. Während des Britisch-Amerikanischen Krieges wurde Buffalo durch britische Streitkräfte am 30. Dezember 1813 niedergebrannt. Als am 4. November 1825 der Eriekanal vollendet war, lag Buffalo an strategisch günstiger Stelle am westlichen Ende des Kanalsystems. Damals hatte Buffalo etwa 2400 Einwohner. Der Kanal brachte einen Wachstumsschub der Bevölkerung und des Handels mit sich, sodass sich das dann schon 10.000 Einwohner zählende Buffalo 1832 als City inkorporierte.
Die Stadt Buffalo ist schon lange eine Heimat der Afroamerikaner. Das Einwohnerverzeichnis von 1828 nennt 59 „Namen von farbigen“ Familienoberhäuptern. 1845 begann der Bau der Macedonia Baptist Church (allgemein als Michigan Street Baptist Church benannt). Diese Kirchengemeinde der Afroamerikaner wurde zu einem wichtigen Treffpunkt des Abolitionismus. Das Bauwerk wurde am 12. Februar 1974 dem National Register of Historic Places hinzugefügt. Abolitionisten wie William Wells Brown ließen sich in Buffalo nieder. Buffalo wurde zu einem Endpunkt der Underground Railroad, von dem aus viele geflüchtete Sklaven nach Fort Erie, Ontario und damit in die Freiheit gelangten.
Während der 1840er Jahre setzte der Hafen Buffalos sein Wachstum fort. Das Transportvolumen von Gütern und Personen nahm zu, 93.000 Reisende jährlich brachen von Buffalos Hafen weiter auf den Großen Seen nach Westen auf. Der Transport von Weizen und kommerziellen Gütern führte zu einem weiteren Wachstum des Hafens. Einer der ersten dampfgetriebenen Weizensilos wurde hier erbaut, was ein schnelleres Entladen der Frachtschiffe ermöglichte.
Abraham Lincoln besuchte Buffalo im Februar 1861. Er wohnte im American Hotel an der Main Street zwischen Eagle Street und Court Street. Während des Sezessionskrieges nahm die Bevölkerung von 81.029 auf 94.210 im Jahr 1865 zu. Buffalo trug nicht nur mit einer großen Anzahl von Soldaten auf Seite der Unionstruppen zum Bürgerkrieg bei, sondern die Betriebe der Stadt produzierten notwendiges Kriegsmaterial, beispielsweise wurden Teile der Geschütztürme des Panzerschiffes Monitor durch die Niagara Steam Forge Works hergestellt.
Vor Beginn des 20. Jahrhunderts gehörten die örtlichen Mühlen zu den ersten Unternehmen, die von der durch den Niagara River erzeugten elektrischen Energie profitierten. Damals erwarb die Stadt ihren Spitznamen „City of Light“, da die elektrische Beleuchtung weitverbreitet war. Schon 1881 wurden in Buffalo die ersten elektrisch betriebenen Straßenlaternen in den Vereinigten Staaten aufgestellt. In der Frühzeit der Automobilgeschichte wurden hier etwa die Fahrzeuge von Pierce-Arrow gebaut.

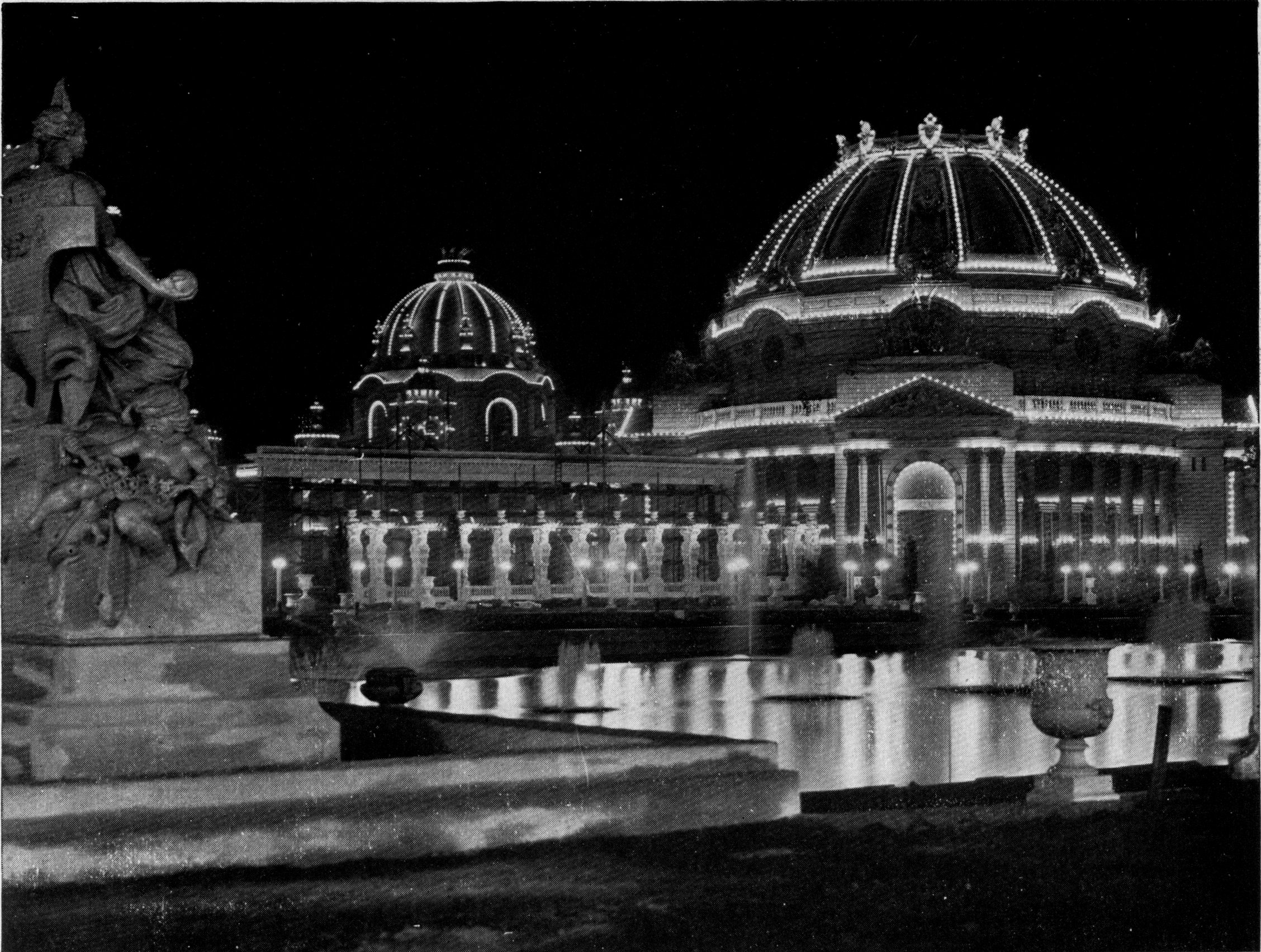
Pan-American Exposition:
Ethnology Building bei Nacht

US-Präsident William McKinley wurde am 6. September 1901 beim Besuch der Pan-American Exposition niedergeschossen und dabei schwer verletzt. Er starb in der Stadt acht Tage später, und Theodore Roosevelt wurde im Wilcox Mansion als 26. Präsident der Vereinigten Staaten vereidigt.
Die Verbindung nach Fort Erie, die sogenannte Peace Bridge, wurde 1927 eröffnet. Der großzügig ausgestattete Bahnhof Buffalo Central Terminal wurde nur einige Wochen vor dem Schwarzen Donnerstag fertiggestellt.
Mit der Eröffnung des Sankt-Lorenz-Seeweges im Jahr 1957, der zum bei Buffalo mündenden Eriekanal eine Alternative bietet, durch die Deindustrialisierung sowie den landesweiten Trend zur Stadtflucht begann die wirtschaftliche Bedeutung der Stadt zu schwinden. Viele Industriebetriebe mussten schließen. Buffalo, dessen höchste Einwohnerzahl in den 1950er Jahren bei mehr als einer halben Million Personen lag, verzeichnete seitdem einen deutlichen Bevölkerungsrückgang von über 50 Prozent.
Bei einem Amoklauf in einem Supermarkt der Kette Tops im Mai 2022 in der Jefferson Avenue erschoss der 18-jährige Payton S. Gendron zehn Afroamerikaner und verletzte drei weitere Personen. Das Viertel war überwiegend von Afroamerikanern bewohnt. In seinem Manifest bezeichnete sich der Täter als weißer Rassist und Ethnonationalist.

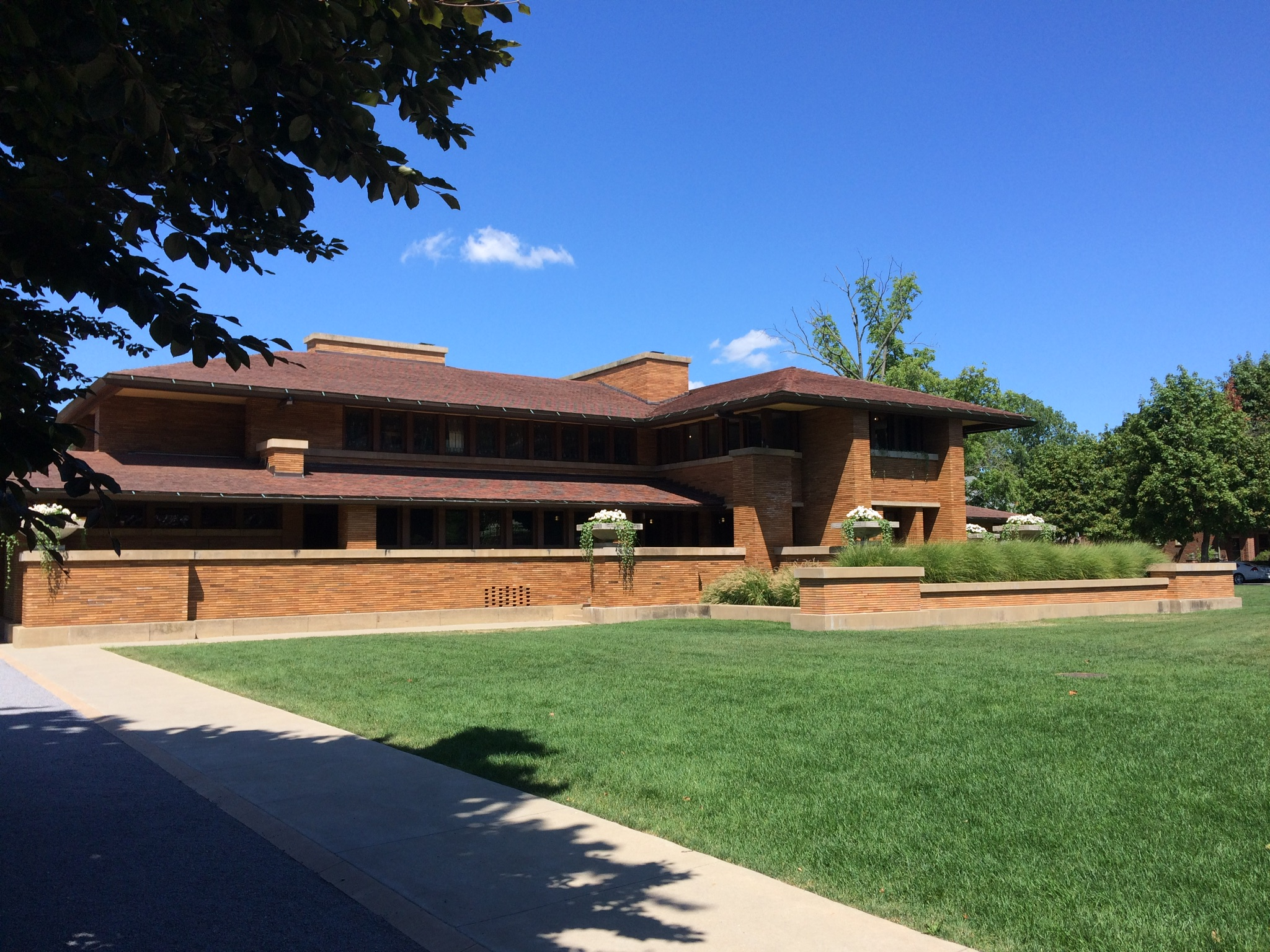
Das Darwin D. Martin House ist seit Februar 1986 eine National Historic Landmark.

162 Bauwerke und Stätten im County sind im National Register of Historic Places (NRHP) eingetragen (Stand 2. Oktober 2020), wobei neun Objekte den Status eines National Historic Landmarks haben.
| Bevölkerungsentwicklung | Bevölkerungsentwicklung | Bevölkerungsentwicklung | Bevölkerungsentwicklung | Bevölkerungsentwicklung | Bevölkerungsentwicklung | Bevölkerungsentwicklung | Bevölkerungsentwicklung | Bevölkerungsentwicklung | Bevölkerungsentwicklung | Bevölkerungsentwicklung | Bevölkerungsentwicklung | Bevölkerungsentwicklung | Bevölkerungsentwicklung | Bevölkerungsentwicklung |
| Jahr                    | 1810                    | 1840                    | 1870                    | 1900                    | 1920                    | 1940                    | 1950                    | 1960                    | 1970                    | 1980                    | 1990                    | 2000                    | 2010                    | 2020                    |
| ----------------------- | ----------------------- | ----------------------- | ----------------------- | ----------------------- | ----------------------- | ----------------------- | ----------------------- | ----------------------- | ----------------------- | ----------------------- | ----------------------- | ----------------------- | ----------------------- | ----------------------- |
| Einwohner               | 1.508                   | 18.213                  | 117.714                 | 352.387                 | 506.775                 | 575.901                 | 580.132                 | 532.759                 | 462.768                 | 357.870                 | 328.123                 | 292.648                 | 261.310                 | 278.349                 |

## Wirtschaft und Infrastruktur
Die Metropolregion von Buffalo erbrachte 2016 ein Bruttoinlandsprodukt von 58,1 Milliarden US-Dollar und belegte damit Platz 55 unter den Großräumen der USA. Die Arbeitslosenrate in der Metropolregion betrug 4,3 Prozent und lag damit leicht über dem nationalen Durchschnitt von 3,8 Prozent (Stand: März 2018). Das persönliche Pro-Kopf Einkommen liegt 2016 bei 46.511, womit Buffalo ein Einkommensniveau leicht unterhalb des Durchschnitts besitzt.
Buffalo war lange Zeit ein Standort der Stahl- und Automobilindustrie. Ein Großteil der Stahlindustrie ist abgewandert, aber ein paar kleinere Stahlunternehmen sind weiterhin in Betrieb. In der Stadt besitzt Ford ein Produktionswerk, der Automobilkonzern Chevrolet unterhält zwei Einrichtungen.
Der 1966 stillgelegte Concrete-Central Elevator ist im Verfall begriffen.

### Öffentlicher Verkehr

#### Luft
Der Buffalo Niagara International Airport liegt 15 km vom Stadtzentrum entfernt.

#### Schiene
Seit 1929 besaß die Stadt mit dem New York Central Terminal, auch Buffalo Central Terminalgenannt, einen er größten Bahnhöfe des Landes. Aufgrund sinkender Fahrgastzahlen wurde der Unterhalt zu teuer und der Bahnhof 1979 geschlossen. Amtrak unterhält aktuell ca. 12 km östlich vom Stadtzentrum den Personenbahnhof Buffalo–Depew mit Verbindungen nach Albany, New York City, Chicago, Toronto und Boston.
Die für den Großraum Buffalo-Niagara Falls zuständige Niagara Frontier Transportation Authority (NFTA) betreibt neben mehreren Buslinien auch die einzige Tramlinie (Buffalo Metro Rail) der Stadt (eröffnet im Oktober 1984). Sie ist ca. 10,3 km lang, hat 13. Stationen und führt vom Hafen nordwärts zum Südcampus der University at Buffalo.

## Kultur

### Darstellende Kunst und Musik

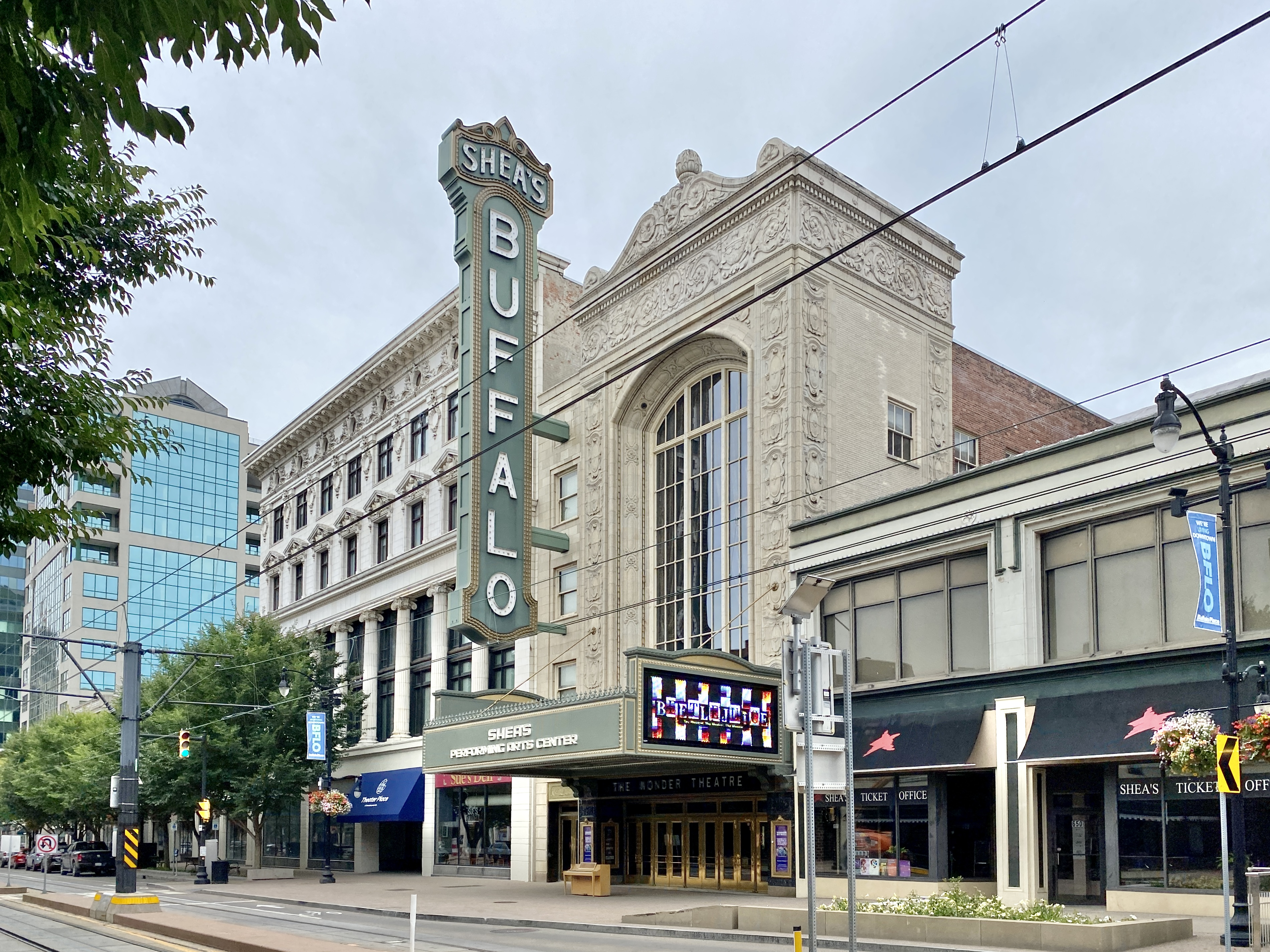
Shea's Performing Arts Center

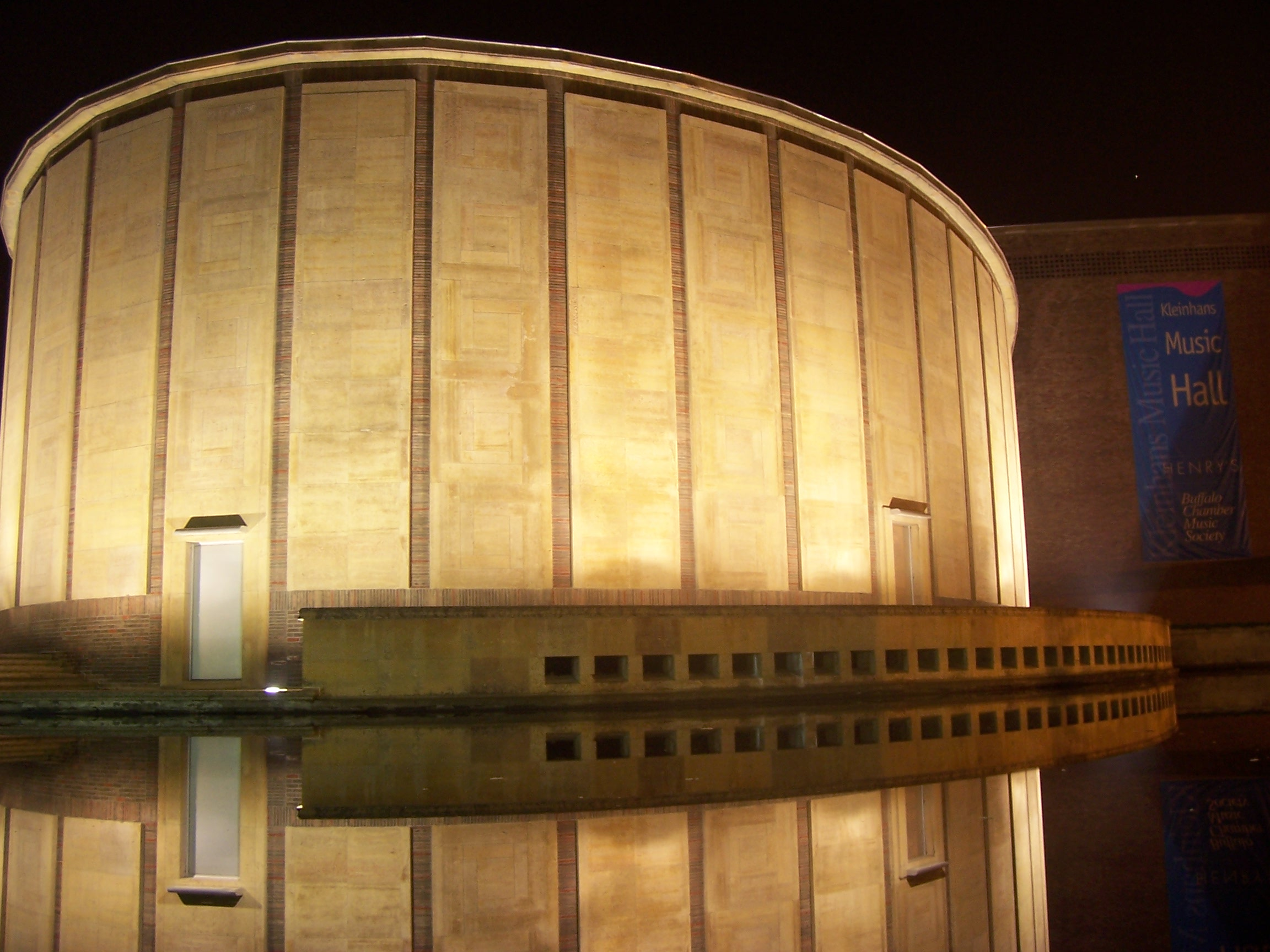
Kleinhans Music Hall

In Buffalo gibt es 22 Theatergruppen, von denen sich viele im Theaterviertel in der Innenstadt befinden. Das Shea's Performing Arts Center ist das größte Theater der Stadt. Das von Louis Comfort Tiffany entworfene und 1926 erbaute Theater präsentiert Opernaufführungen, Broadway (Theater) und Konzerte. Das 'Shakespeare in Delaware Park' ist eines der größten Shakespeare-Festivals des Landes und veranstaltet seit 1976 jeden Sommer im Freien Theateraufführungen der Werke von William Shakespeare.
In der Stadt gibt es eine Reihe von Stand-up-Comedy-Gruppen, die vom Helium Comedy Club moderiert werden, der sowohl lokale Talente als auch nationale Tournee-Acts beherbergt.
Die Nickel City Opera Buffalo (NC Opera Buffalo), kurz NCO, ist eine international renommierte Oper in Buffalo. Hauptspielstätte der NCO ist das Shea's Performing Arts Center mit über 3300 Sitzplätzen. Matthias Manasi war von 2017 bis 2021 Musikdirektor und Chefdirigent der NCO, sein Vorgänger Michael Ching war von 2012 bis 2017 Musikdirektor und Chefdirigent. Das Repertoire der NCO umfasst ein breites Spektrum an Opern vom Barock des 18. Jahrhunderts über den Belcanto des 19. Jahrhunderts,
Opern der Minimal Music des 20. Jahrhunderts bis hin zu zeitgenössischen Werken des 20. und 21. Jahrhunderts. Die NCO hat Auftragswerke im Bereich der Oper vergeben und einige Welturaufführungen von bemerkenswerten Opern produziert.
Das Buffalo Philharmonic Orchestra wurde 1935 gegründet und spielt seine Konzerte in der Kleinhans Music Hall, die für ihre Akustik gelobt wird. Obwohl sich das Orchester Ende der 1990er-Jahre aus Geldmangel beinahe auflöste, stabilisierte es sich durch wohltätige Spenden und staatliche Beihilfen. Unter der Leitung von JoAnn Falletta erhielt das Orchester eine Reihe von Grammy-Award-Nominierungen und 2009 den Grammy Award for Best Classical Contemporary Composition.
Das KeyBank Center bietet das ganze Jahr über national beachtete Musikaufführungen an. Im Baseball-Stadion Sahlen Field findet jeden Sommer das jährlich stattfindende WYRK-Taste of Country-Musikfestival mit nationalen Country-Musik-Aufführungen statt. Im Geschäfts- und Wohnviertel Canalside in der Innenstadt von Buffalo werden regelmäßig Sommerkonzerte im Freien veranstaltet, eine Tradition, die aus der nicht mehr existierenden Konzertreihe „Thursday at the Square“ hervorgegangen ist. Der Coloured Musicians Club ist ein historischer Jazzclub, der 1935 eröffnet wurde und Sitz der ältesten, kontinuierlich tätigen afroamerikanischen Musikerorganisation der USA ist und Jazz-Konzerte veranstaltet.
Rick James wurde in Buffalo geboren und wuchs dort auf und lebte später auf einer Ranch in der nahegelegenen Stadt Aurora. James gründete seine Stone City Band in Buffalo und erlangte in den späten 1970er und frühen 1980er Jahren mit mehreren Crossover (Musik)-Singles in den Genres R&B, Disco (Musik) und Funk (Musik) landesweit Anklang.
Etwa zur gleichen Zeit starteten auch die Jazz-Fusion-Band Spyro Gyra Spyro Gyra und der Jazz-Saxophonist Grover Washington, Jr. in der Stadt.
Die Goo Goo Dolls, eine 1986 gegründete Alternative-Rock-Gruppe, hatten 19 Top-Ten-Singles. Die Sängerin, Songwriterin und Aktivistin Ani DiFranco hat über 20 Folk- und Indie-Rock-Alben auf „Righteous Babe Records“, ihrem in Buffalo ansässigen Label, veröffentlicht.
Underground-Hip-Hop-Acts in der Stadt arbeiten mit Griselda Records aus Buffalo zusammen, zu deren Künstlern Westside Gunn und Conway the Machine gehören und die sich in ihren Texten gelegentlich auf die Buffalo-Kultur beziehen.

## Bildung
Seit Beginn des 21. Jahrhunderts entwickelt sich Buffalo immer mehr zu einem Bioinformatik- und Genforschungszentrum. Die Forschung wird mit Hilfe der University at Buffalo (UB, AAU-Mitglied) und dem Roswell Park Cancer Institute betrieben.
Neben der UB gehören auch das Buffalo State College und das Erie Community College zum Hochschulverbund der State University of New York (SUNY).
Die folgenden privaten Colleges haben ihren Campus in Buffalo: Bryant & Stratton College, Canisius College, D'Youville College, Medaille College und Trocaire College.

## Sport
Die Stadt ist Heimat verschiedener Sportvereine:
- Buffalo Bills (American Football) in der National Football League
- Buffalo Sabres (Eishockey) in der National Hockey League
- Buffalo Beauts (Fraueneishockey) in der Premier Hockey Federation
- Buffalo Bisons (Baseball) in der International League, Farmteam der Toronto Blue Jays
- Buffalo Bandits (Lacrosse)

## Städtepartnerschaften
| - Cape Coast, Ghana - Dortmund, Deutschland - Drohobytsch, Ukraine - Kanazawa, Präfektur Ishikawa, Japan - Kirjat Gat, Israel | - Lille, Frankreich - Rzeszów, Polen - Siena, Italien - Twer, Russland - Torremaggiore, Italien |

## Persönlichkeiten

### Söhne und Töchter der Stadt
- Annie Sturges Daniel (1858–1944), amerikanische Ärztin und Reformerin
- William Kemmler (1860–1890), erste Person, die mittels elektrischen Stuhls hingerichtet wurde
- DeWitt Parshall (1864–1956), Maler
- Walter Mruk (1883–1942), Maler
- William B. Kean (1897–1981), Generalleutnant der United States Army
- Fletcher Pratt (1897–1956), Schriftsteller
- Clark L. Ruffner (1903–1982), General
- Henry Russell (1904–1986), Leichtathlet und Olympiasieger
- Richard G. Stilwell (1917–1991), Viersterne-General der United States Army
- Jacob A. Marinsky (1918–2005), Chemiker
- Edward E. Jones (1926–1993), Sozialpsychologe und Professor
- Donald Pinkel (1926–2022), Mediziner
- Beth Bowman Hess (1928–2003), Soziologin und Gerontologin
- Louis Sandy Maisel (1945–2024), Politikwissenschaftler und Hochschullehrer
- Jeffrey DeMunn (* 1947), Schauspieler
- Joe Ford (1947–2025), Jazzmusiker
- Rick James (1948–2004), Funkmusiker, Songwriter, Producer
- Ronnie Foster (* 1950), Jazzmusiker und Musikproduzent
- Christine Baranski (* 1952), Schauspielerin
- Pamela Z (* 1956), Musikerin, Klang- und Medienkünstlerin
- Jeff Float (* 1960), Schwimmer und Olympiasieger
- James A. Pawelczyk (* 1960), Astronaut
- Alan Pietruszewski (* 1962), Schauspieler und Filmproduzent
- Kyle Chandler (* 1965), Schauspieler
- Brian McKnight (* 1969), R&B-Sänger
- Carrie Keagan (* 1980), Moderatorin, Schauspielerin, Fernseh- und Filmproduzentin, -regisseurin und Drehbuchautorin
- Patrick Kane (* 1988), Eishockeyspieler

### Persönlichkeiten mit Bezug zur Stadt
- Millard Fillmore (1800–1874), Politiker und der 13. Präsident der Vereinigten Staaten
- William Dorsheimer (1832–1888), Jurist, Offizier und Politiker
- Grover Cleveland (1837–1908), Politiker, Bürgermeister von Buffalo und der 22. sowie 24. Präsident der Vereinigten Staaten
- William McKinley (1843–1901), Politiker und der 25. Präsident der Vereinigten Staaten
- Charles V. Fornes (1844–1929), Politiker
- Charles Rohlfs (1853–1936), Möbeldesigner
- Elvin Shepherd (1923–1995), Jazzmusiker
- James D. Griffin (1929–2008), Politiker und von 1978 bis 1993 Bürgermeister von Buffalo
- Harold Cardwell (≈1940–2017), Jazzmusiker
- Barnett Slepian (1946–1998), Gynäkologe
- Chris Barnes (* 1966), Death-Metal-Sänger
- Kristen Pfaff (1967–1994), Musikerin
- Alex Webster (* 1969), Metal-Bassist

## Namensvarianten
Die Stadt besitzt einige Bezeichnungsvarianten:

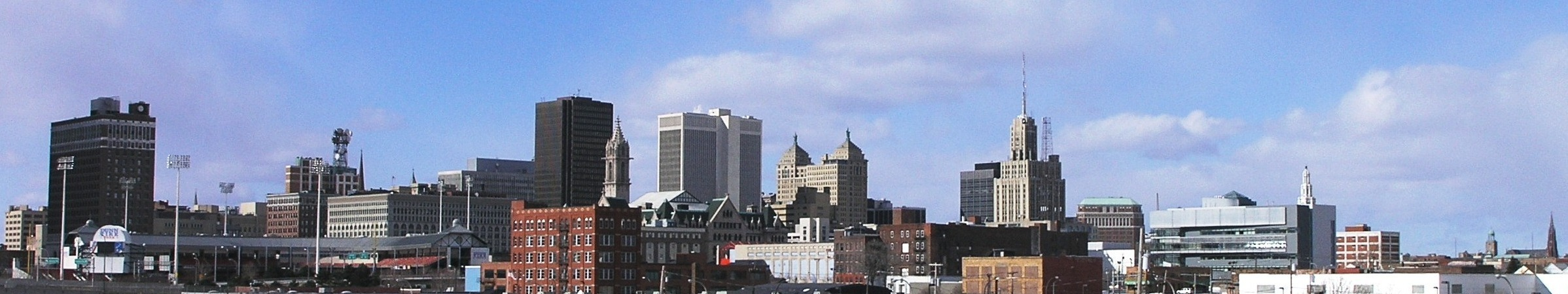
Skyline von Buffalo

- De-o-tro-weh[45]
- De-ose-lole[45]
- Ne-o-thro-ra[45]
- New Amsterdam[46]
- Tick-e-ack-gou-ga[47]